# Zond 4
La Zond 4 è una sonda sovietica del programma Zond. Lo scopo della missione era quello di esplorare lo spazio attorno alla Terra e testare i nuovi sistemi di volo e l'equipaggiamento. La sonda, che fu la prima tra le Zond che avrebbe potuto teoricamente trasportare un equipaggio, era un test senza equipaggio e aveva lo scopo di pianificare future missioni con persone a bordo.

## La sonda
La sonda, una 7K-11, comprendeva un modulo di propulsione, un modulo di servizio e un modulo di rientro. Progettata per un equipaggio di due astronauti, era simile alla successiva Zond 5:  una capsula cilindrica lunga approssimativamente 4,5 metri e avente un diametro di 2,2-2,72 metri, con due pannelli solari attaccati sui lati opposti della sonda, che misurava complessivamente circa 9 metri. La massa in orbita era di 5375 kg.

## La missione
La Zond 4 venne lanciata il 2 marzo 1968 alle 18:29:23 UTC. La sonda venne immessa in un'orbita di parcheggio attorno alla Terra su un Tyazheliy Sputnik attraverso un razzo Proton e venne poi spedita a 300.000 km di distanza, in una traiettoria lontana dalla Luna. Probabilmente questa traiettoria era involontaria ma alcuni hanno supposto che possa essere stata scelta per evitare complicazioni dovute alla presenza della gravità lunare, oppure che non si riuscì ad inviare la sonda verso la Luna a causa di un guasto al sistema di controllo. Sulla Terra, gli astronauti Popovič e Sevast'janov comunicarono da un bunker isolato con il Centro di Controllo di Evpatorija in Ucraina attraverso un ritrasmettitore a bordo della sonda per simulare le comunicazioni tra gli astronauti nello spazio e i controllori a Terra.
Il rientro a Terra era previsto con uno skip reentry, ma sembra che la capsula di rientro fallì nel separarsi dal modulo di servizio e l'angolo dell'inserimento nell'atmosfera divenne troppo inclinato. La sonda entrò ad un'alta velocità sopra l'Africa occidentale. I controllori a terra azionarono il meccanismo di autodistruzione sopra il Golfo di Guinea ad un'altitudine di 10 km.